# (1163) Saga
(1163) Saga est un astéroïde de la ceinture principale extérieure découvert le 20 janvier 1930 par l'astronome allemand Karl Wilhelm Reinmuth. Le lieu de découverte est Heidelberg (024). Il a été nommé en référence aux récits légendaires de l'Islande appelés sagas.
Sa désignation provisoire était 1930 BA. Sa distance minimale d'intersection de l'orbite terrestre est de 2,052430 ua.